# 阮氏玉寶
阮氏玉寶（越南语：／；？—1586年9月29日（光興九年八月十七日）），越南鄭阮紛爭時期鄭主鄭檢的正妃。
阮氏玉寶是清華處宋山縣（今清化省河中县）人，也是廣南阮氏領袖阮淦的女兒，為鄭檢生下平安王鄭松，後來當鄭松繼任鄭主後，尊阮氏玉寶為太妃。光興九年（1586年）八月十七日，太國夫人張氏玉冷死後四天，她就因安場營大火燒死，諡慈儀，葬萬賴冊。